# Vera Merkurieva
Vera Aleksàndrovna Merkurieva rus: Вера Александровна Меркурьева (1876—1943) fou una poetessa i traductora russa.

## Biografia
Nascuda a la família d'un topògraf, el 1895 es va graduar al gimnàs femení de Vladikavkaz. Des de la infància, va patir de sordesa i trastorns del cor. Només es va dedicar seriosament a la poesia a l'edat adulta, quan ja tenia quaranta anys.
En 1912 - 1917 va publicar a la revista "Butlletí de teosofia". En 1917 es va traslladar a Moscou, i es mogué a l'entorn de Viatxeslav Ivànov i el cercle dels simbolistes. Publicà en antologies de poesia simbolista i revistes. En 1920 van tornar a Vladikavkaz, on va viure fins al 1932, quan van tornar de nou a Moscou.
L'únic llibre publicat en vida de Merkurieva - aparegut el 1937, fou una col·lecció de traduccions de Percy Bysshe Shelley. A Moscou, va viure en una pobresa extrema. Durant la guerra va ser evacuada a Taixkent, on ella va morir al març de 1943. Va ser enterrat al cementiri Botkin de Taixkent, prop de la tomba de Ielizaveta Ivànovna Dmítrieva (Txerubina de Gabriak). Les tombes d'ambdues fins ara no s'han conservat.
Malgrat diversos intents dels seus amics per publicar un llibre dels seus poemes en vida, Merkurieva no arribaria a veure mai una col·lecció de poemes publicada. La primera herència poètica de Vera Merkurieva va veure la llum només en 2007